# 第723飛行隊 (デンマーク空軍)
第723飛行隊（だい723ひこうたい、丁: Eskadrille 723）は、デンマーク空軍カーロプ・ヘリコプター航空団隷下の哨戒ヘリコプター部隊。カーロプ空軍基地に所在し、哨戒ヘリコプターにMH-60Rを運用する。

## 概要
第723飛行隊は、デンマーク空軍創設後間もない1951年1月8日にグロスターミーティア F.4/T.7飛行隊としてカーロプ空軍基地で編成され、翌1952年にオールボー空軍基地へ移駐し、グロスターミーティア NF.11に機種転換した。1959年にノースアメリカンF-86D、1965年にロッキードF-104G/TF-104Gへ機種転換、1984年3月にはジェネラル・ダイナミクスF-16A/Bに機種転換した。
2005年12月31日に第723飛行隊は、所属する航空機と要員をスクリュズストロプ戦闘航空団に移管して閉隊されたが、2011年1月1日に海軍ヘリコプター航空隊からの航空機移管に伴い再編成され、アグスタウェストランドスーパーリンクス Mk.90B飛行隊となった 。2016年から後継機のシコルスキーMH-60Rの配備が開始され、スーパーリンクス Mk.90Bは2017年12月15日に退役した。

## 歴代運用機
- 戦闘機

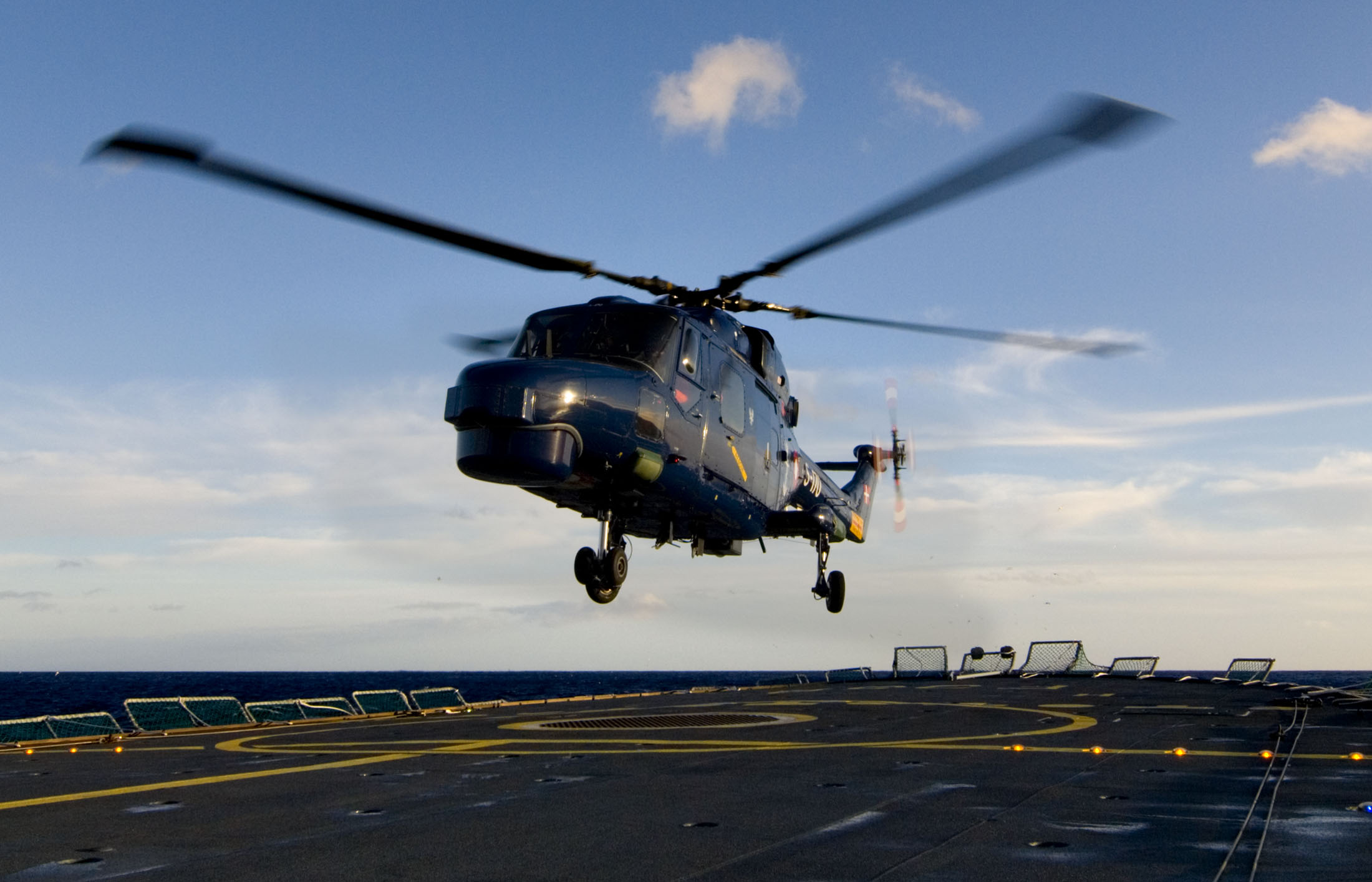
第723飛行隊で運用したスーパーリンクス Mk.90B

  - ミーティア F.4/T.7/NF.11（1951年 - 1959年）
  - F-86D（1959年 - 1965年）
  - F-104G/TF-104G（1965年 - 1984年）
  - F-16A/B（1984年 - 2005年）
- 哨戒ヘリコプター
  - スーパーリンクス Mk.90B（2011年 - 2017年）
  - MH-60R（2016年 - ）